# Yunoyama onsen
Yunoyama onsen (湯の山温泉), ou sources d'eau chaude de Yunoyama, est un onsen (source d'eau chaude) situé près du mont Gozaisho dans le village de Komono (district de Mie) dans la préfecture de Mie au Japon. La zone est incluse dans le parc quasi national de Suzuka.

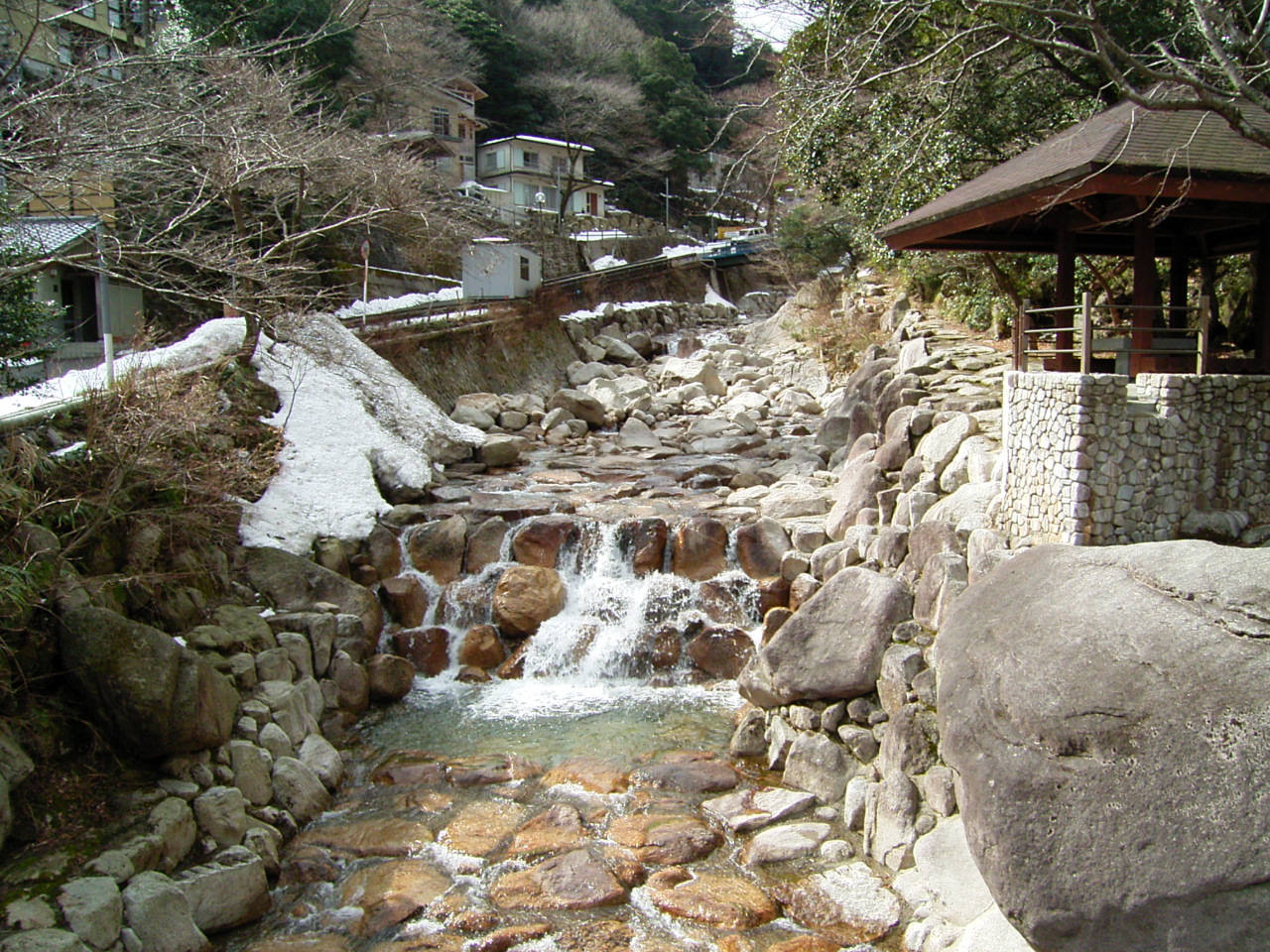
Yunoyama onsen.

Yunoyama onsen est une destination touristique depuis l'époque de Nara et demeure populaire auprès des voyageurs, en particulier ceux en provenance de Nagoya, Osaka et Kyoto en raison de sa facilité d'accès qu'autorise la ligne Kintetsu Yunoyama.

## Culture populaire
Le film Otoko wa tsurai yo: Fūten no Tora (男はつらいよ フーテンの寅) d'Azuma Morisaki (en) sorti en 1970 a été tourné en partie dans cet onsen.